# Effatà
Effatà è una casa editrice italiana costituita nel 1995, che si occupa prevalentemente di letteratura psicologica, religiosa, didattica e accademica. Nel 2015 pubblicava circa 60 nuovi titolo all'anno.

## Il nome
Il nome Effatà significa in aramaico «Apriti» e fu la parola usata da Gesù per operare la guarigione di un sordomuto. Venne scelto ispirandosi a una lettera indirizzata negli anni Novanta del Novecento ai mass media dal cardinale Carlo Maria Martini - a quei tempi arcivescovo di Milano - invitandoli ad avere come proprio fine quello di «aprire la mente e il cuore».

## Storia

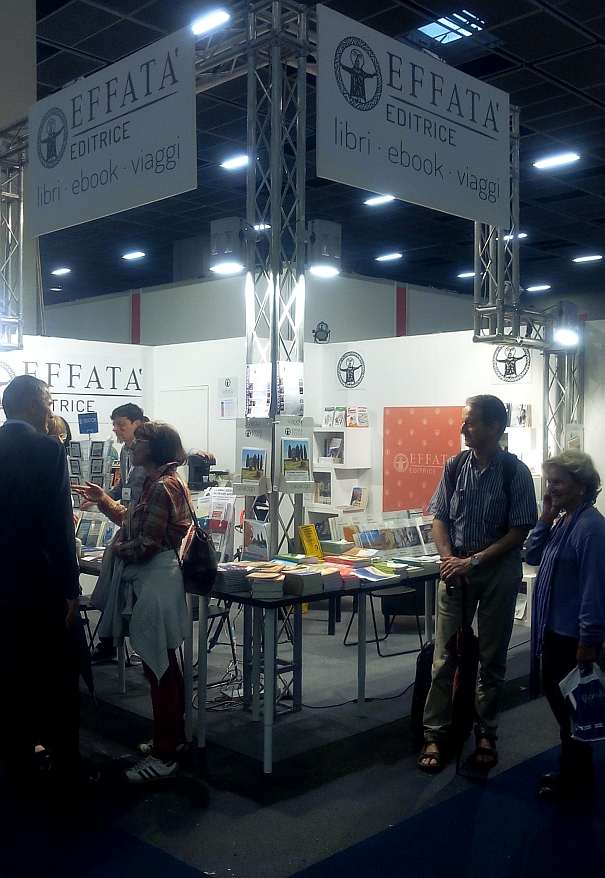
Stand dell'editore al Salone internazionale del libro 2016

La casa editrice fu fondata nel 1995 a Cantalupa da Gabriella Segarelli e Paolo Pellegrino. L'azienda si è caratterizzata fin dall'origine per una impostazione cattolica che ha mantenuto negli anni.
A venticinque anni dalla fondazione, la casa editrice ha raggiunto i 1200 titoli editi, alcuni dei quali pubblicati in traduzione in dodici paesi e distribuiti attraverso i principali canali.
L'editore ha partecipato ad alcuni eventi internazionali come la Fiera internazionale del Libro di Torino, la Frankfurter Buchmesse e la fiera della piccola e media editoria di Roma Più libri più liberi.

## Attività editoriale
Le varie collane nelle quali si articola la produzione editoriale di Effatà si concentrano principalmente sui temi legati a famiglia, comunicazione, psicologia, problematiche della coppia, spettacolo; spiritualità, strumenti di studio.
Effatà Editrice ha in particolare pubblicato l'Edizione nazionale delle opere di san Giuseppe Cafasso e sono in corso di pubblicazione gli inediti del cardinal Michele Pellegrino.
Pubblica inoltre la collana «Studi giudaici».

## Controversie
Nell'estate 2017 ha suscitato un'aspra polemica la distribuzione a numerosi adolescenti impegnati in attività estive di matrice cattolica di Ti amo. La sessualità raccontata agli adolescenti, un testo di Paolo Gariglio edito da Effatà dieci anni prima e ormai fuori catalogo. Il Coordinamento Torino Pride denunciò pubblicamente il libro come «intriso di omofobia» e chiese di interromperne la distribuzione, sollecitando anche una presa di posizione delle istituzioni locali.